# Мендерес
Мендерес (тур. Menderes) — район в Турции, в провинции Измир. Район образован в 1989 году. На севере граничит с городом Измир (районы Газиэмир, Нарлыдере и Гюзелбахче), на западе — с районом Сеферихисар, на востоке — с районом Торбалы, на юго-востоке — с районом Селчук.